# Gregory Crewdson
Gregory Crewdson   (Brooklyn, 26 de setembre de 1962) és un fotògraf estatunidenc que fa impressions a gran escala, cinematogràfiques i amb intenció psicològica d'escenes escenificades ambientades en paisatges i interiors suburbans. Dirigeix un nombrós equip de producció i il·luminació per compondre les seves imatges.

## Trajectòria
Crewdson va néixer al barri de Park Slope de Brooklyn. De petit va assistir a la Brooklyn Friends School i després a la John Dewey High School. Quan era adolescent va formar part d'un grup de power-pop anomenat Speedies. La seva cançó «Let Me Take Your Foto» va ser utilitzada l'any 2005 per Hewlett-Packard per promocionar les seves càmeres digitals.
Crewdson va assistir al Purchase College, a la Universitat Estatal de Nova York, on inicialment tenia previst estudiar psicologia. A Purchase es va matricular en un curs de fotografia impartit per Laurie Simmons i també va estudiar amb Jan Groover. Va obtenir un Master of Fine Arts en fotografia a la Yale School of Art.

## Obra artística
Crewdson és professor i director d'estudis de postgrau de fotografia a la Yale School of Art. Les seves fotografies es planifiquen, es produeixen i s'il·luminen de manera elaborada mitjançant equips tècnics familiaritzats amb la producció de pel·lícules que il·luminen escenes grans amb equips i procediments de producció cinematogràfica. Treballa amb un equip tècnic d'il·luminació, direcció d'art, departament de maquillatge i vestuari, accessoris i efectes per a crear un estat d'ànim, una atmosfera i una sèrie d'imatges narratives obertes. Ha treballat amb el mateix director de fotografia, Richard Sands, juntament amb altres membres de l'equip principal, durant més de 25 anys. Cada fotografia implica desenes de persones i setmanes de planificació.
Utilitzant plans que s'assemblen a produccions cinematogràfiques, Crewdson desconstrueix la vida suburbana nord-americana a la seva obra. Ha citat les pel·lícules Vertigen, La nit del caçador, Encontres en la tercera fase i Vellut blau com a influències de la seva estètica, així com el pintor Edward Hopper i la fotògrafa Diane Arbus.
Els treballs més coneguts de Crewdson inclouen Twilight (1998–2002), Beneath the Roses (2003–2008), Cathedral of the Pines (2013–2014) i An Eclipse of Moths. L'únic treball de Crewdson realitzat fora dels Estats Units va ser Sanctuary (2009), ambientat als estudis abandonats de Cinecittà als afores de Roma. Pràcticament tots els seus altres treballs s'han fet en petites ciutats o en ciutats de l'oest de Massachusetts. El 2012 va ser el tema del llargmetratge documental Gregory Crewdson: Brief Encounters, on explica el procés de pensament i visió de l'obra Beneath the Roses.
Crewdson resideix a l'oest de Massachusetts en una antiga església metodista. La seva parella, Juliane Hiam, és escriptora i productora. Hiam també ha aparegut com a model en nombroses fotografies de Crewdson. Té dos fills, Lily i Walker, d'un matrimoni anterior amb Ivy Shapiro. Crewdson és un nedador en aigües obertes i ha afirmat que l'estat meditatiu que aconsegueix amb la pràctica diària de la natació és fonamental en el seu procés creatiu com a artista.

## Obra publicada
- Hover. Artspace Books, 1995. ISBN 1891273000.
- Twilight: Photographs by Gregory Crewdson. Harry N. Abrams, 2002. ISBN 0810910039.
- Gregory Crewdson: 1985–2005. Hatje Cantz, 2005. ISBN 377571622X.
- Fireflies. Skarstedt Fine Art, 2007. ISBN 0970909055.
- Beneath the Roses. Amb Russell Banks. Harry N. Abrams, 2008. ISBN 978-0810993808.
- Dream House. John Rule, 2009. ISBN 978-8888359410.
- Sanctuary. With Anthony O. Scott. Hatje Cantz, 2010. ISBN 978-3775727341.
- In a Lonely Place. Hatje Cantz, 2011. ISBN 978-3775731362.
- Gregory Crewdson. New York: Rizzoli, 2013. ISBN 978-0847840915.
- Cathedral of the Pines. New York: Aperture, 2016. ISBN 978-1-597113-50-2.
- An Eclipse of Moths. New York: Aperture, 2020. ISBN 978-1683952213.
- Alone Street. New York: Aperture, 2021. ISBN 978-1597115131. Amb un assaig de Joyce Carol Oates.
- Gregory Crewdson: Eveningside, 2012–2022. Milan: Skira Editore, 2022. ISBN 8857248429.

## Filmografia
- Gregory Crewdson: Brief Encounters (2012): llargmetratge documental dirigit, produït i rodat per Ben Shapiro.[32]
- There But Not There (2017): curtmetratge documental sobre el procés de càsting de Crewdson, dirigit per Juliane Hiam.[33]
- Making Eveningside (2022): curtmetratge documental interpretatiu dirigit per Harper Glantz, amb música original de Stuart Bogie i James Murphy sobre la realització d'Eveningside